# پیمپ مای راید
پیمپ مای راید (به انگلیسی: Pimp My Ride) نام برنامه تلویزیونی واقعی تولید شده توسط شبکه ام‌تی‌وی است. هر قسمت ان شامل خودروهای قدیمی و خرابی می‌بود که در وضعیت بدی قرار داشتند که بازگردانی و احیای‌شان به نسخه‌ی اصلی ان به میزبانی اکسزی‌بیت بود. به تازگی شبکه ام‌تی‌وی۲ پخش قسمت پیمپ مای راید انگلستان را به میزبان دی‌جی »تیم وست وود« اغاز کرده است.